# سیرکسدورف
سیرکسدورف (به آلمانی: Sierksdorf) یک شهر در آلمان است که در استهلشتاین واقع شده‌است. سیرکسدورف ۱٬۵۷۹ نفر جمعیت دارد.